# リチャード・ヒーバー

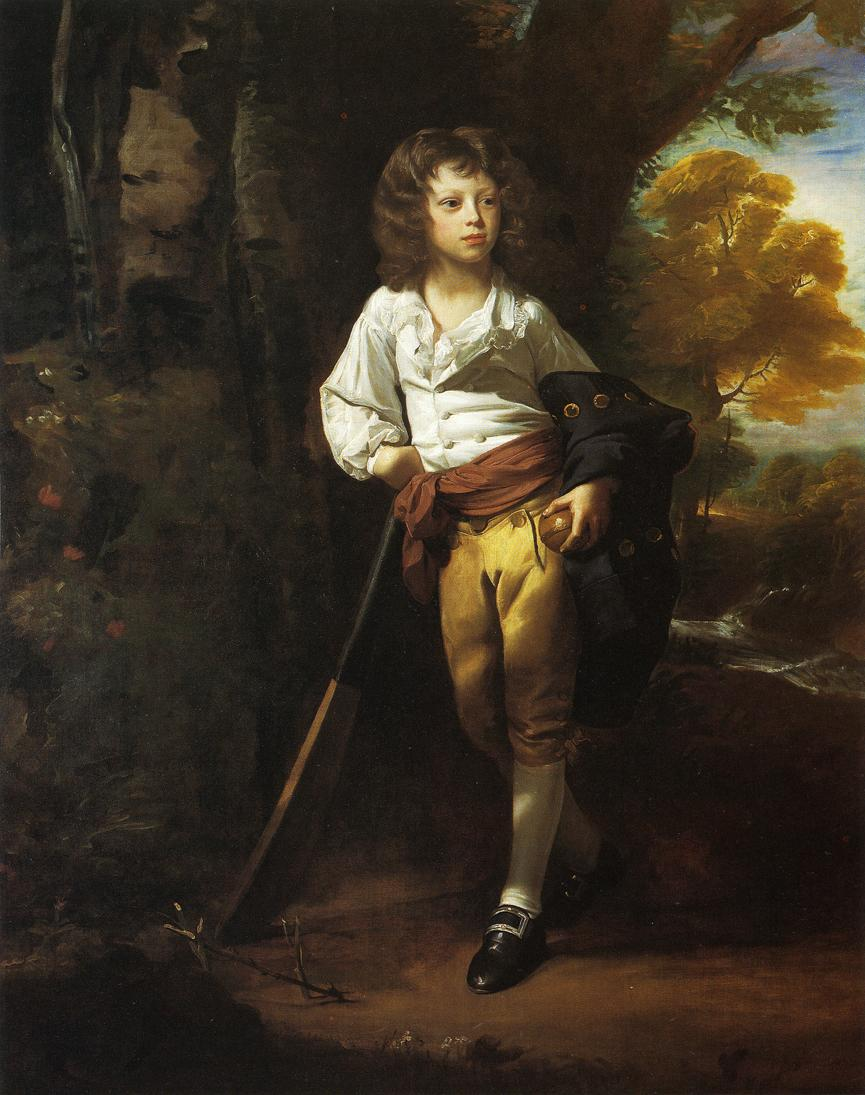
1782年幼少時の肖像。ジョン・シングルトン・コプリーによる

リチャード・ヒーバー（Richard Heber、1773年1月5日 - 1833年10月4日）は、イングランドの書籍収集家。
ロンドンにて、シュロップシャー・ホッドネットの教区牧師レジナルド・ヒーバーとその妻メアリ・ベイリーの間に生まれる。メアリはリチャードを産んでまもなく亡くなり、1782年に後妻に入ったメアリ・アランソンとの間に異母弟の賛美歌作家レジナルド・ヒーバーとトマス・カスバート、異母妹メアリ・チャムリーがいる。ヒーバー家はヨークシャー・マートンの荘園領主であり、また父レジナルドの兄がホッドネットの領有権も受け継いだことから広大な地所を所有していた。
書籍収集への興味は子供時代から育まれており、1784年（10歳）にはギリシャ・ラテンの古典本の競売に参加するよう父に依頼する書簡が残っている。1789年（15歳）には「開くことの出来る量の10倍以上」の書籍を集め、2年間で70ポンド（現在の100万円程度）を費やし父から度々諫められている。1790年（16歳）ブレーズノーズ・カレッジに進むと、興味は古典だけでなく初期の英語劇や文学へと広がり、これらの分野における稀覯書の収集が始まった。1804年（21歳）父親が亡くなり広大な地所を相続すると、すぐに稀覯書の購入に専念するようになる。
イングランド中を捜しつくすと広く大陸を旅して書籍を買い集め、国内だけでなく、パリ、オランダ各地、ドイツなどに大きな倉庫を所有した。親友ウォルター・スコットはヒーバーの蔵書を「世界中のどれよりも優れている」と評し、一方キャンベルによればヒーバーは「最も獰猛で、最強の猟書家」であった。マンチェスターの内科医であり文芸批評家でもあったジョン・フェリアーは、ヒーバーを揶揄して『書物狂』(Bibliomania)という韻文を公刊しているほどである。何しろ気に入った書籍は1部を買うに留まらないのであって、ヒーバー曰く「紳士たる者、書籍は3部所持するものだ。1部を見せ、1部を使い、1部は貸し出すのである」。
同時代イギリスの書誌学者ディブディンの推算によれば、国内の蔵書だけでおよそ10万5千冊あり、大陸にあった数万冊をあわせれば総額18万ポンド以上を費やしている。またアメリカの書誌学者アリボーンはイングランドに11万3195冊、フランス・オランダに3万3632冊の計14万6827冊に加えて多数のパンフレットがあったとしている。この膨大な蔵書は領地の大部分を抵当に入れることで購入されたものであり、死後は当然売却されることとなる。通常こうした蔵書は年月をかけ目録を作成してから競売にかけられるのであるが、はやくも翌年1834年から1837年にかけて売却されおよそ6万ポンドの収益を上げた。なおヒーバーの蔵書のかなりの部分は、ウィリアム・ヘンリー・ミラーの手に移っている。
彼はヨークシャーとシュロップシャーに広大な地所を所有し、1821年にはシュロップシャーの州長官を務めた。また1821年から1826年までオックスフォード大学選出の庶民院議員を務め、1822年に民法学博士号(D.C.L.)を受けた。ロンドンのアシニーアムの創立者の一員でもある。